# Agonochaetia quartana
Agonochaetia quartana is een vlinder uit de familie tastermotten (Gelechiidae). De wetenschappelijke naam is voor het eerst geldig gepubliceerd in 1990 door Povolny.
De soort komt voor in Europa.